# Hampton Court Palace Flower Show

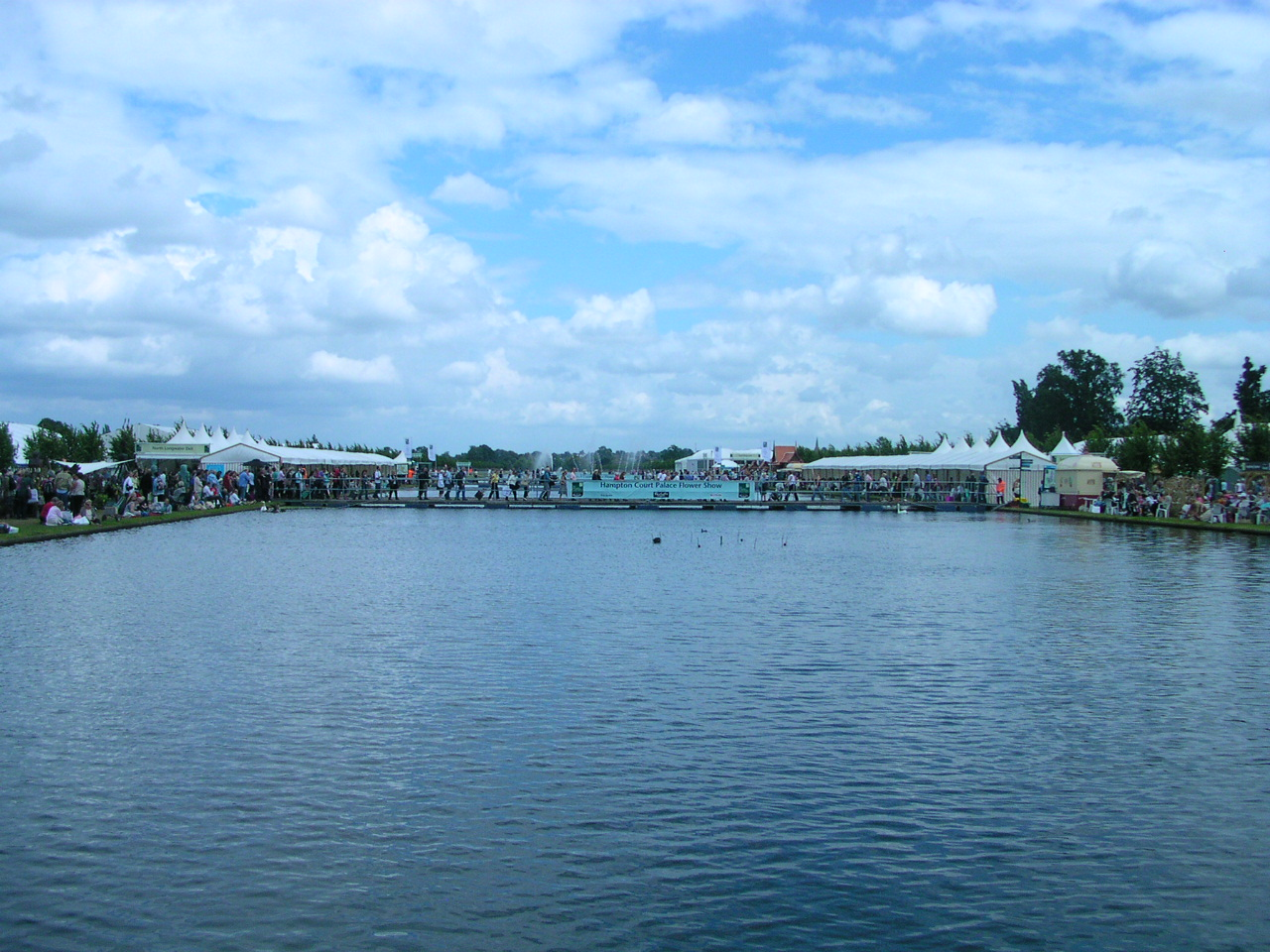
Padiglioni lungo Long Water (11 luglio 2008)

L'Hampton Court Palace Flower Show è una delle esposizioni floreali più grandi del mondo, organizzata ogni anno nel mese di luglio presso il palazzo di Hampton Court, nella zona sud-occidentale di Londra.
L'evento permette ai visitatori di ammirare giardini progettati appositamente per l'occasione, esplorare tendoni e padiglioni dedicati ai fiori e partecipare a conferenze e dibattiti su temi legati al giardinaggio e alla botanica. Considerato il secondo evento floreale più importante in Inghilterra, dopo il Chelsea Flower Show, si distingue per l'attenzione rivolta alle questioni ambientali, l'educazione del pubblico alla coltivazione delle piante e la promozione di nuove idee in ambito culinario.

## Storia della manifestazione

### Anni Ottanta
L'Hampton Court Palace Flower Show è stato il frutto di un'idea del consulente di management Adrian Boyd, che desiderava radunare appassionati di fiori e piante in una sede culturalmente interessante come Hampton Court. Dopo che il Dipartimento per la Difesa dell'Ambiente era stato smembrato nel 1980, l'organizzazione per la salvaguardia dei Palazzi Reali Storici dell'Inghilterra stava cercando un modo per aumentare le entrate e gestire un pubblico più vasto nella londinese. In maniera analoga, una delle compagnie ferroviarie, relegata in secondo piano dalla privatizzazione della British Rail, il Network Southeast, stava cercando una soluzione per far fronte al calo di clienti delle proprie linee. Boyd ebbe l'intuizione di metter su un'esibizione a tema floreale ad Hampton Court e chiese che il governo provvedesse a rendere disponibili dei collegamenti alla Hampton Court railway station.

### Prime esibizioni: 1990-1992
La prima edizione di questo evento si è tenuta nel luglio del 1990. Venne fatto un notevole sforzo per attrarre pubblico, anche non particolarmente interessato al tema, e garantire speciali servizi di trasporto (generalmente reindirizzati dalla stazione di Waterloo). Per esempio, i facchini portavano garofani nei loro cappelli per cercare di emulare una specie di ronzio intorno alle piante. Nonostante il supporto economico non sia stato dei migliori, la manifestazione e l'organizzazione dietro a essa riuscirono a far confluire a Hampton Court un notevole flusso di visitatori. Network Southeast si dichiarò parecchio fiera del risultato, dichiarando che all'incirca il 65-70% dei quasi 300.000 visitatori aveva utilizzato le sue linee ferroviarie. Grazie a questo incremento, l'azienda si impegnò nello sponsorizzare più volte l'evento. La Royal Horticultural Society ("Società Orticulturale Reale") discusse a lungo se intervenire per dare una mano, considerando che la rivale della manifestazione, il Chelsea Flower Show, aveva raggiunto la piena autonomia. Dopo l'iniziale rifiuto della proposta, gli organizzatori dissero che avrebbero accolto con piacere l'iniziativa di supporto della RHS a partire dall'edizione del 1992, assicurando, però, ai membri di tale associazione uno sconto sul biglietto d'ingresso alla mostra del 1991. Adrian Greenoak, il direttore responsabile della mostra, riuscì a migliorare continuamente l'evento consentendo l'avvio di altre esibizioni come il British Rose Festival, gestiti dalla British National Rose Society e dalla British Rose Growers' Association.
Nel novembre del 1992, la Network Southeast annunciò improvvisamente che avrebbe ritirato a breve il suo sostegno per lo spettacolo. Questa mossa mise a rischio le eventuali edizioni future, compresa quella già programmata per l'anno seguente, il 1993. Sebbene si sia fatto molto per ridurre i costi per la pubblicità e riutilizzare le attrezzature, soltanto agli inizi del '93 la RHS si decise a continuare l'allestimento della mostra, impegnandosi a mantenere lo staff già assunto, tra cui il direttore Greenoak.

### Dal 1993 a oggi: l'influenza della RHS
Dopo il disguido con la Network Southeast, la RHS prese le redini del Flower Show e la prima edizione sotto la sua supervisione, supportata dal Daily Mail, si tenne nel luglio del 1993. Lo show riscosse un notevole successo e continuò a crescere popolarmente e culturalmente fino a essere proclamato come il migliore evento all'aperto del 1994 in Gran Bretagna.
Nel 1998, l'Hampton Court Palace Flower Show superò quello annuale di Chelsea: infatti, pur restando meno prestigioso, quello di Hampton Court attirò più attenzione dell'altro (e del previsto), fu più ampio e sufficientemente addobbato per renderlo più attraente.
Nel 2011, dal 5 al 10 luglio, sono stati ricreati vari ambienti floreali ispirati a celebri racconti di noti poeti e scrittori britannici. Un'appariscente rosa ispirata alla storia di Alice nel Paese delle Meraviglie ha fatto da preambolo alla mostra.

## Date delle esposizioni più recenti
- 2007: 3-8 luglio
- 2008: 8-13 luglio
- 2009: 7-12 luglio
- 2010: 6-11 luglio
- 2011: 5-10 luglio
- 2012: 3-8 luglio
- 2013: luglio
- 2022: 4-9 luglio